# Laranjal (Paraná)
Laranjal ist ein brasilianisches Munizip im Süden des Bundesstaats Paraná. Es hat 5.600 Einwohner (2022), die sich Laranjaenser nennen. Seine Fläche beträgt 559 km². Es liegt 699 Meter über dem Meeresspiegel.

## Etymologie
Der Name Laranjal ist geografischen Ursprungs und bezieht sich auf den Ribeirão Laranjal, der das Gebiet des Munizips durchfließt. Dieser hat seinen Namen von den ausgedehnten Orangenhainen der indigenen Bewohner, die zur Zeit der Kolonisierung hier verbreitet waren.

## Geschichte

### Besiedlung
Die Besiedlung begann in den 1930er Jahren, als die ersten Pioniere auftauchten, die von dem fruchtbaren Boden und den günstigen Preisen angezogen wurden. Sie versuchten den Kaffeeanbau. 
Die Entwicklung nahm aber erst ab 1958 Fahrt auf, als neue Pioniere hauptsächlich aus der Gegend von Guarapuava und aus Rio Grande do Sul kamen. Es waren Nachkommen von Familien europäischer Herkunft, wie Italiener, Polen, Ukrainer und Deutsche. Mit ihren Traditionen und ihrer Kultur prägten sie die Region stark.
Zu Beginn der Urbarmachung der Region wurde der ursprüngliche Wald, der hauptsächlich aus Araukarien und anderen Harthölzern bestand, in großem Umfang abgeholzt, verbrannt oder dem Verfall überlassen. Denn die Haupttätigkeit war der extensive Anbau von Mais, Reis, Bohnen, Weizen und die Schweinezucht. Später wurden große Sägewerke für die Holzverarbeitung und die Möbelindustrie errichtet. Derzeit stellt die Landwirtschaft die wirtschaftliche Grundlage der Gemeinde.
Die Landzuteilungsunternehmen waren die Engenharia Codal und die Nationalbank (Banco Nacional).

### Erhebung zum Munizip
Laranjal wurde durch das Staatsgesetz Nr. 9533 vom 9. Januar 1991 aus Palmital ausgegliedert und in den Rang eines Munizips erhoben. Es wurde am 1. Januar 1993 als Munizip installiert.

## Geografie

### Fläche und Lage
Laranjal liegt auf dem Terceiro Planalto Paranaense. Seine Fläche beträgt 559 km². Es liegt auf einer Höhe von 699 Metern.

### Vegetation
Das Biom von Laranjal ist Mata Atlântica.

### Klima
Das Klima ist gemäßigt warm. Es werden hohe Niederschlagsmengen verzeichnet (1642 mm pro Jahr). Im Jahresdurchschnitt liegt die Temperatur bei 20,3 °C. Die Klimaklassifikation nach Köppen und Geiger lautet Cfa.

### Gewässer
Laranjal liegt im Einzugsgebiet des Piquirí, der das Munizip im Süden begrenzt. Sein rechter Nebenfluss Rio Cantu bildet die nördliche Grenze. Dessen linker Nebenfluss Rio Água Quente fließt zusammen mit seinem Zufluss Rio Branco und dem Arroio Selerepe entlang der östlichen Grenze.

### Straßen
Laranjal ist über die PR-364 mit Altamira do Paraná im Westen und Palmital im Osten verbunden. 

### Nachbarmunizipien
|                    |                                             | Nova Cantu |
| Altamira do Paraná | Kompassrose, die auf Nachbargemeinden zeigt | Palmital   |
| Diamante do Sul    | Nova Laranjeiras                            |            |

## Stadtverwaltung
Bürgermeister: João Elinton Dutra, PL (2021–2024)
Vizebürgermeister: - 

## Demografie

### Bevölkerungsentwicklung
| Jahr | Einwohner | Stadt | Land |
| ---- | --------- | ----- | ---- |
| 2000 | 7.121     | 21 %  | 79 % |
| 2010 | 6.360     | 32 %  | 68 % |
| 2022 | 5.600     |       |      |

Quelle: IBGE, bis 2010: Volkszählungen und Volkszählung 2022

### Ethnische Zusammensetzung
| Gruppe * | 2000    | 2010    | wer sich als …                                                                   |
| --- | ------- | ------- | -------------------------------------------------------------------------------- |
| Weiße | 77,5 %  | 58,0 %  | weiß bezeichnet                                                                  |
| Schwarze | 0,6 %   | 1,9 %   | schwarz bezeichnet                                                               |
| Gelbe | 0,0 %   | 0,4 %   | von fernöstlicher Herkunft wie japanisch, chinesisch, koreanisch etc. bezeichnet |
| Braune | 21,2 %  | 39,6 %  | braun oder als Mischung aus mehreren Gruppen bezeichnet                          |
| Indigene | 0,1 %   | 0,0 %   | Ureinwohner oder Indio bezeichnet                                                |
| ohne Angabe | 0,6 %   | 0,0 %   |                                                                                  |
| Gesamt | 100,0 % | 100,0 % |                                                                                  |
| *) Das IBGE verwendet für Volkszählungen ausschließlich diese fünf Gruppen. Es verzichtet bewusst auf Erläuterungen. Die Zugehörigkeit wird vom Einwohner selbst festgelegt. |         |         |                                                                                  |

Quelle: IBGE (Stand: 1991, 2000 und 2010)